# Абли (Мичиген)
Абли (енгл. Ubly) град је у америчкој савезној држави Мичиген.

## Демографија
По попису из 2010. године број становника је 858, што је 15 (-1,7%) становника мање него 2000. године.
|                   | 2010.        | 2000.        |
| Укупно            | 858 (100,0%) | 873 (100,0%) |
| Белци             | 835 (97,32%) | 859 (98,40%) |
| Хиспаноамериканци | 9 (1,049%)   | 7 (0,802%)   |
| Остали            | 7 (0,816%)   | 3 (0,344%)   |
| Афроамериканци    | 5 (0,583%)   | 2 (0,229%)   |
| Азијати           | 2 (0,233%)   | 2 (0,229%)   |